# Pierre Allemane
Pierre Allemane, född 19 januari 1882 i Montpellier, död 24 maj 1956 i Autreville, var en fransk fotbollsspelare.
Allemane blev olympisk silvermedaljör i fotboll vid sommarspelen 1900 i Paris.